# 沙河頂駅
沙河頂駅（さかちょうえき、中文表記: 沙河顶站）は、中華人民共和国広東省広州市天河区先烈東路と水蔭路の交差点に位置する広州地下鉄6号線の駅である。

## 歴史
- 2013年12月28日: 6号線の駅として開業[1]。

## 隣の駅
広州地下鉄
■6号線
黃花崗駅 - 沙河頂駅 - 沙河駅